# Y ahora su guardia ha terminado
«Y ahora su guardia ha terminado» es el cuarto episodio de la tercera temporada de la serie Game of Thrones de HBO. El episodio fue dirigido por Alex Graves y escrito por los creadores de la serie David Benioff y D. B. Weiss. El episodio se estrenó en Estados Unidos el 21 de abril de 2013.

## Argumento

### En Desembarco del Rey
Tyrion Lannister (Peter Dinklage) le pide pruebas a lord Varys (Conleth Hill) de que la reina regente intentó asesinarle en la Batalla del Aguasnegras. Varys le dice que no tiene ninguna y le cuenta la historia de cómo un hechicero lo hizo eunuco en Myr. Al terminar la historia, Varys abre una gran caja y en su interior se encuentra el hechicero, de quien Varys se vengará. Posteriormente, Ros (Esme Bianco) informa a Varys de que lord Baelish (Aidan Gillen) podría estar planeando llevarse a Sansa Stark (Sophie Turner) con él al Nido de Águilas. Más tarde, Varys visita a Lady Olenna (Diana Rigg) para discutir sus intereses con respecto a Sansa y le advierte que Baelish se podría volver muy peligroso si lograse controlar el Norte, del cual la joven Stark es la llave.
El rey Joffrey (Jack Gleeson) lleva a lady Margaery (Natalie Dormer) de visita al Gran Septo de Baelor, donde Cersei (Lena Headey) y Lady Olenna discuten asuntos sobre la boda. Margaery anima a Joffrey a que le brinde amor a su pueblo y lo lleva afuera a saludar a la multitud, lo que hace enfadar a Cersei. Luego Cersei visita a su padre, Tywin (Charles Dance), para discutir sobre la importancia de traer de vuelta a Jaime (Nikolaj Coster-Waldau) y la presencia de los Tyrell en la capital. Margaery y Sansa se conocen un poco mejor. Margaery expresa sus deseos de que Sansa visite Altojardín, pero Sansa le dice que Cersei no se lo permitiría, a lo que Margaery responde que, una vez que ella sea reina, hará que Sansa se case con su hermano, ser Loras (Finn Jones).

### En el Norte
Bran (Isaac Hempstead-Wright) tiene un sueño en el que corre a través de un bosque acompañado por Jojen Reed (Thomas Brodie-Sangster), persiguiendo al cuervo de tres ojos. En él, Bran sube a un árbol, pero cae al ver a su madre, Catelyn (Michelle Fairley), quien le ordena que no escale.
En alguna parte del Norte, Theon (Alfie Allen) y el chico de la limpieza (Iwan Rheon) cabalgan a Bosquespeso, donde la hermana de Theon le espera. En las entradas subterráneas del castillo, Theon le explica al chico que jamás encontró o asesinó a los niños Stark. Cuando entran al castillo, el chico enciende una antorcha para revelar que están en el mismo sitio donde Theon estaba cautivo. Allí, lo vuelven a encadenar.

### En las Tierras de los Ríos
En su camino a Harrenhal, Locke (Noah Taylor) y sus hombres se burlan de Ser Jaime Lannister (Nikolaj Coster-Waldau) ya que ellos le cortaron su mano de la espada. Cuando Jaime cae del caballo, le roba una espada a uno de los hombres de Locke y los ataca, pero debido a su debilidad y la falta de su mano derecha, es rápidamente vencido. Más tarde, en el campamento, Brienne (Gwendoline Christie) habla con Jaime, que se niega a comer, diciendo que quiere morir. Ella lo amonesta por renunciar, diciéndole que solo ha tenido una prueba de la vida real, en la que la gente pierde cosas que quiere continuamente y tiene que seguir viviendo.
Arya (Maisie Williams), Gendry (Joe Dempsie), y Sandor Clegane (Rory McCann) son transportados al escondite de La Hermandad sin Estandartes. Allí, Beric Dondarrion (Richard Dormer) acusa a Sandor Clegane de asesino, un hecho que este niega pues todos sus asesinatos fueron para proteger al Rey. Arya les habla de Mycah, el hijo del carnicero, quien fue asesinado sin razón por Clegane. Dondarrion sentencia a Clegane a pelear contra él en un juicio por combate.

### Más allá del Muro
Grenn (Mark Stanley), Edd (Ben Crompton) y Rast (Luke Barnes) son puestos a trabajar en el Torreón de Craster. Samwell (John Bradley) y Gilly (Hannah Murray) discuten sobre el destino de su hijo cuando Craster (Robert Pugh) descubra que es varón. Los hombres de la guardia le hacen un funeral a uno de sus hermanos caídos, y rápidamente entran al torreón para cenar. Karl (Burn Gorman) reta a Craster, quejándose de la mala comida que les han dado. Craster toma su hacha y tras ser llamado bastardo, ataca a Karl, quien apuñala a Craster en el cuello, matándolo. Cuando el Lord Comandante intenta atacar a Karl, Rast lo ataca por la espalda, y cuando Mormont cae, lo acuchilla varias veces hasta asesinarlo. Estalla una pelea entre los hombres de la guardia, mientras que Sam escapa con Gilly y su bebé.

### Al otro lado del Mar Angosto
Daenerys (Emilia Clarke) y sus seguidores llegan al lugar donde intercambiará uno de sus dragones por un ejército de Inmaculados con el esclavista Kraznys (Dan Hildebrand). Tras terminar el intercambio, Daenerys, revelando que puede hablar Valyrio, reclama su dragón asesinando a Kraznys. Ordena a su ejército que asesine a todos los esclavistas de Astapor, pero que no dañen a los niños y que liberen a los esclavos. Tras la batalla, libera a sus Inmaculados, y les dice que se pueden quedar como un ejército libre con ella, o irse si lo desean. Ninguno la deja, mostrando su apoyo golpeando al unísono con sus lanzas el suelo y ella y su ejército dejan Astapor.

## Guion
El episodio fue escrito por los creadores de la serie David Benioff y D. B. Weiss basándose en los capítulos 13, 28, 32, 34 y 35 de la novela de  George R. R. Martin, Tormenta de espadas (Tyrion II, Daenerys III, Jaime IV, Samwell II y Arya VI). La historia de cómo Varys fue desvirilizado fue tomada de Choque de reyes, el libro anterior de la saga. La escena final marca la primera vez que se habla alto valyrio en la serie, hablado por Daenerys.

## Recepción

### Audiencia
El episodio marcó un nuevo récord de audiencia para la serie, con 4,87 millones de espectadores y 2,6 de share dentro de la demografía de adultos de edades entre 18-49 años.

### Crítica
El episodio recibió muy buenas críticas, considerado el mejor de la temporada hasta el momento. Matt Fowler de IGN le otorgó un 9,3/10. David Simms, de The A.V Club le dio la clasificación de  "A", considerándolo "un episodio locamente satisfactorio e impresionante". Su colega, Todd VanDerWerff, le otorgó la misma clasificación. La escena final fue especialmente aclamada con críticas unánimemente positivas.